# Giacomo Poretti
Giacomo Poretti, all'anagrafe Giacomino Poretti (Villa Cortese, 26 aprile 1956), è un comico, attore, sceneggiatore e regista italiano componente del trio comico Aldo Giovanni e Giacomo.

## Biografia
Nasce a Villa Cortese nel Legnanese, in una famiglia di operai. Da piccolo, frequentando l'oratorio della sua cittadina, si appassiona al teatro. Tra gli otto e gli undici anni comincia a recitare, cercando senza successo di entrare nella compagnia teatrale I Legnanesi. 
Fu così che abbandona gli studi da geometra per andare a lavorare in fabbrica come metalmeccanico; alla chiusura dello stabilimento, a 18 anni, entra all'ospedale civile di Legnano come infermiere. Nel frattempo si dedica al cabaret e alla contestazione politica, impegnandosi attivamente con Democrazia Proletaria.

Giovanni Storti, Aldo Baglio e Giacomo Poretti, ovvero il trio Aldo, Giovanni e Giacomo, in Tre uomini e una gamba (1997)

Lavora per i successivi undici anni come infermiere, e intanto nel 1983 si diploma alla scuola teatrale di Busto Arsizio. Il suo esordio sul palcoscenico avviene interpretando Francesco Sforza con Il Conte di Carmagnola di Alessandro Manzoni, mentre il grande successo ha il personaggio autoironico dell'alto e slanciato ufficiale Sarelli in Questa sera... di Luigi Pirandello. Divenuto frattanto caposala del reparto di neurologia, nel tempo libero continua a proporsi come attore comico insieme all'allora fidanzata Marina Massironi, con cui nel 1984 forma il duo cabarettistico "Hansel e Strüdel".

### Esordio con il trio
Nel 1985, dopo aver lasciato l'incarico ospedaliero, e per qualche anno ancora, ha esperienze come capovillaggio in Sardegna presso il Palmasera Village Resort di Cala Gonone, insieme alla Massironi; qui conosce per la prima volta Aldo Baglio e Giovanni Storti, i quali all'epoca formavano il duo "I Suggestionabili". Facevano parte del gruppo di animatori anche altri promettenti giovani, tra cui Elio (come disc jockey), Giorgio Porcaro, Mario Zucca, Marino Guidi, Eraldo Moretto: tutti sono diventati professionisti di successo.
Dopo aver partecipato a diverse produzioni televisive, tra cui Star 90, i telefilm Professione vacanze, con Jerry Calà, e Don Tonino, con Andrea Roncato, Gigi Sammarchi e Manuel De Peppe, nel 1989 scrive lo spettacolo Non parole, ma oggetti contundenti, la cui regia sarà affidata a Giovanni Storti. Nel 1991, convinto da quest'ultimo, debutta insieme ad Aldo Baglio e allo stesso Storti al Caffè Teatro di Verghera di Samarate, nel Varesotto, con lo show Galline vecchie fan buon brothers: da questo momento in poi inizia la storia del trio comico "Aldo, Giovanni e Giacomo" (precedentemente chiamato sempre Galline Vecchie Fan Buon Brothers, come il loro spettacolo d'esordio).
Dopo tre decenni prettamente da attore, nel 2018 debutta come conduttore su TV2000 con il programma Scarp de' tenis - Incontri sulla strada, raccontando in chiave televisiva le storie dell'omonimo giornale di strada italiano. Nello stesso anno è protagonista in solitaria dello spettacolo teatrale Fare un'anima, diretto da Andrea Chiodi. Dal 2019 dirige il Teatro Oscar deSidera a Milano, insieme allo scrittore Luca Doninelli e a Gabriele Allevi. Nello stesso anno, sempre all'Oscar di Milano, porta in scena lo spettacolo Chiedimi se sono di turno, sempre diretto da Chiodi.

### PoretCast
Nel 2022 inaugura il PoretCast di Giacomo Poretti, un podcast girato sempre al Teatro Oscar di Milano. Fra gli ospiti del podcast ci sono vari noti personaggi del mondo dello spettacolo e dell'informazione, quali Mondo Marcio, Mara Maionchi, Marco Bersanelli, Enrico Mentana, Guè Pequeno, Ernia , Lazza, Fabio Rovazzi, i colleghi Aldo Baglio e Giovanni Storti e molti altri.

## Vita privata

Giacomo Poretti con Marina Massironi, sua ex moglie oltreché a lungo partner di scena, sul set di Così è la vita (1998)

È stato sposato con Marina Massironi, attrice che ha collaborato spesso con il trio; successivamente si è sposato con Daniela Cristofori, da cui ha avuto un figlio, Emanuele (2006). È impegnato da anni nel Centro culturale «San Fedele» di Milano, dove organizza, insieme alla moglie, incontri culturali e spirituali. Inoltre dal gennaio 2009 cura una rubrica, dal titolo Scusate il disagio, su Popoli, mensile dell'ordine dei Gesuiti. È stato insignito dell'Ambrogino d'oro, riconoscimento della città di Milano ai propri cittadini illustri.
È considerato vicino al movimento cattolico Comunione e Liberazione.
È tifoso e azionista dell'Inter. L'attore è pure un appassionato tifoso di Jannik Sinner. 

## Filmografia

### Attore

#### Cinema
- Un paradiso senza biliardo, regia di Carlo Barsotti (1991)
- Tre uomini e una gamba, regia di Aldo, Giovanni e Giacomo e Massimo Venier (1997)
- Così è la vita, regia di Aldo, Giovanni & Giacomo e Massimo Venier (1998)
- Tutti gli uomini del deficiente, regia di Paolo Costella (1999)
- Chiedimi se sono felice, regia di Aldo, Giovanni & Giacomo e Massimo Venier (2000)
- La leggenda di Al, John e Jack, regia di Aldo, Giovanni & Giacomo e Massimo Venier (2002)
- Tu la conosci Claudia?, regia di Massimo Venier (2004)
- Anplagghed al cinema, regia di Arturo Brachetti e Rinaldo Gaspari (2006)
- Il cosmo sul comò, regia di Marcello Cesena (2008)
- La banda dei Babbi Natale, regia di Paolo Genovese (2010)
- Ci vuole un gran fisico, regia di Sophie Chiarello (2013) - cameo
- Ammutta muddica al cinema, regia di Morgan Bertacca (2013)
- Il ricco, il povero e il maggiordomo, regia di Morgan Bertacca (2014)
- Fuga da Reuma Park, regia di Aldo, Giovanni & Giacomo e Morgan Bertacca (2016)
- Lasciati andare, regia di Francesco Amato (2017)
- Odio l'estate, regia di Massimo Venier (2020)
- Il grande giorno, regia di Massimo Venier (2022)
- Zamora, regia di Neri Marcorè (2023)

#### Televisione
- Professione vacanze – serie TV, episodio 1x03 (1987)
- Don Tonino – serie TV, episodio 1x06 (1988)
- Doc - Nelle tue mani – serie TV, episodio 2x02 (2022)

#### Cortometraggi
- Un filo intorno al mondo, regia di Sophie Chiarello (2006)

### Regista
- Tre uomini e una gamba, regia di Aldo, Giovanni & Giacomo e Massimo Venier (1997)
- Così è la vita, regia di Aldo, Giovanni & Giacomo e Massimo Venier (1998)
- Chiedimi se sono felice, regia di Aldo, Giovanni & Giacomo e Massimo Venier (2000)
- La leggenda di Al, John e Jack, regia di Aldo, Giovanni & Giacomo e Massimo Venier (2002)
- Il ricco, il povero e il maggiordomo, regia di Aldo, Giovanni e Giacomo e Morgan Bertacca (2014)
- Fuga da Reuma Park, regia di Aldo, Giovanni e Giacomo e Morgan Bertacca (2016)

### Sceneggiatore

#### Cinema
- Tre uomini e una gamba, regia di Aldo, Giovanni e Giacomo e Massimo Venier (1997)
- Così è la vita, regia di Aldo, Giovanni & Giacomo e Massimo Venier (1998)
- Chiedimi se sono felice, regia di Aldo, Giovanni & Giacomo e Massimo Venier (2000)
- La leggenda di Al, John e Jack, regia di Aldo, Giovanni & Giacomo e Massimo Venier (2002)
- Tu la conosci Claudia?, regia di Massimo Venier (2004)
- Anplagghed al cinema, regia di Arturo Brachetti e Rinaldo Gaspari (2006)
- Il cosmo sul comò, regia di Marcello Cesena (2008)
- La banda dei Babbi Natale, regia di Paolo Genovese (2010)
- Il ricco, il povero e il maggiordomo, di Aldo, Giovanni e Giacomo e Morgan Bertacca (2014)
- Fuga da Reuma Park, regia di Aldo, Giovanni e Giacomo e Morgan Bertacca (2016)
- Odio l'estate, regia di Massimo Venier (2020)

#### Televisione
- Weihnachts-Männer, regia di Franziska Meyer Price – film TV (2015)

### Doppiatore
- Oceani 3D, regia di Jean-Jacques Mantello (2009)

## Teatro
- Mens sana in corpore nano (1989)
- Non parole ma oggetti contundenti, regia di Giovanni Storti (1990)
- Lampi d'estate, regia di Paola Galassi (1992)[14]
- Aria di Tempesta, regia di Giancarlo Bozzo (1993)
- Il circo di Paolo Rossi, regia di Paolo Rossi (1995-1996)
- I corti di Aldo, Giovanni & Giacomo, regia di Aldo, Giovanni e Giacomo (1995-1997)
- Tel chi el telùn, regia di Arturo Brachetti (1999)
- Potevo rimanere offeso!, regia di Massimo Venier (2001)
- Anplagghed, regia di Arturo Brachetti (2006)
- Ammutta muddica, regia di Arturo Brachetti (2012)
- The Best of Aldo, Giovanni e Giacomo, regia di Arturo Brachetti (2016)
- Fare un'anima di Giacomo Poretti e Luca Doninelli, regia di Andrea Chiodi (2018-2019)
- Litigar danzando, di Giacomo Poretti e Daniela Cristofori (2019)
- Chiedimi se sono di turno di Giacomo Poretti, regia di Andrea Chiodi (2019)
- Funeral home, di Giacomo Poretti e Daniela Cristofori (2022)
- Condominio Mon Amour, di Giacomo Poretti e Daniela Cristofori, regia di Marco Zoppello (2024-2025)

## Programmi TV
- Su la testa! (Rai 3, 1992)
- Detective per una notte (RTSI, 1992)
- Cielito lindo (Rai 3, 1993)
- Mai dire gol (Italia 1, 1994-1997)
- Buona Domenica (Canale 5, 1997)
- Gran Premio Internazionale dello Spettacolo (Canale 5, 2000)
- Pur Purr Rid! (Italia 1, 2008)
- Che tempo che fa (Rai 3, 2009) - ospite
- Festival di Sanremo (Rai 1, 2016) - ospite
- Scarp de' tenis - Incontri sulla strada (Tv2000, 2018) - conduttore
- Bar Spot (Zelig TV, 2019) - ospite

### Videoclip
- iPantellas - 07 (2022)

## Pubblicità
- l'Unità (1994 e 1996)
- Smemoranda (1994-1995)
- Unicars (1996)
- Yomo (1998-2003)
- Wind Telecomunicazioni (2005-2013)[senza fonte]

## Opere
- Alto come un vaso di gerani, Mondadori, 2012, ISBN 9788804624288.
- Al Paradiso è meglio credere, Mondadori, 2015, ISBN 9788804658092.
- Turno di notte, Mondadori, 2021, ISBN 9788804742173.
- Un allegro sconcerto, La Nave di Teseo, 2023, ISBN 9788893951494

## Riconoscimenti
- David di Donatello
  - 1998 – Candidatura al miglior regista esordiente per Tre uomini e una gamba

- Nastro d'argento
  - 1998 – Nastro d'argento speciale all'esperto uso di un cortometraggio per Tre uomini e una gamba
  - 2001 – Candidatura al miglior attore protagonista per Chiedimi se sono felice